# Эпоха судей
Эпоха судей охватывает период библейской истории от смерти Иисуса Навина до разрушения скинии завета в Силоме. Эпоха судей приблизительно датируется XIV—XI веками до н. э., что соответствует позднему бронзовому веку. По традиционной иудейской хронологии — с 1244 г. до н. э. до 890 г. до н. э.
По этому периоду еврейской истории не существует документальных источников; все персонажи и события известны по библейскому повествованию, изложенному в основном в Книге Судей Израилевых. В библейском описании эта эпоха характеризуется чередованием периодов угнетения израильтян их соседями и последующего избавления Судьями. Продолжительность эпохи Судей по библейской хронологии — 410 лет. Однако такая длительность представляется нереальной. Высказывалось предположение, что редактором книги Судей синхронные периоды истории представлялись как последовательные; помимо этого, многократное указание периодов круглыми числами (20, 40, 80) позволяет предположить, что датировка является схематической и привязана к отсчету поколений (типично библейская длительность поколения — 40 лет).

## Общая характеристика
Несмотря на «юридическое» название, эта эпоха может быть названа смутным временем, характеризующимся вспышками межплеменного и межэтнического насилия: «когда у него не было царя и когда каждый делал то, что ему казалось справедливым» (Суд. 21:25). В это время израильтяне (потомки Иакова) распались на 12 племен, символически объединённых вокруг религии предков и осознания своего кровного родства, что не мешало таким эксцессам трайбализма как резня колена Ефрема (Суд. 12:6) и колена Вениамина (Суд. 20:46), в ходе которых погибло до 92 тыс. израильтян (42 тыс. ефремлян, 25 тыс. сынов вениаминовых и 22 тыс. ратников израильского ополчения). Общее же количество израильтян, способных к войне, в это время насчитывало 400 тыс. человек (Суд. 20:2). Ранее общее количество израильтян, вышедших из Египта при Моисее, было 600 тыс. человек (Исх. 12:37).
В эпоху Судей часть израильтян продолжала вести кочевой образ жизни (1 Пар. 5:10), другая стала переходить к оседлости (1 Пар. 4:23). Жители иудейского Вифлеема, например, выращивали ячмень и пшеницу (Руфь. 2:23).

## Судьи
Символическими авторитетами израильтян в это время были судьи (шофтим), к которым приходили «на суд» (Суд. 4:5). Судьи являлись активными носителями израильского самосознания и посему ожесточенно сопротивлялись тенденциям ассимиляции израильтян в среде местного населения: ханаанеев, хеттиев, амореев и иевусеев. Это проявлялось и в том, что судьи предводительствовали израильским ополчением и призывали к уничтожению святилищ местных народов (капищ Баала и Астарты). Судьей мог быть и пророк (Самуил), и главарь банды разбойников (Иеффай), и женщина (Девора). При этом все они активно исполняли судейские функции, что позволило поставить вопрос, что философия права, так же как и современная доктрина разделения властей, имеет истоки в Ветхом Завете.
| Имя в русской традиции. Имя в оригинале    | Упоминание        | Продолжительность правления | Комментарии |
| ------------------------------------------ | ----------------- | --------------------------- | --- |
| Иисус Навин. Иехо’шуа бин Нун              | Нав. 1; Суд. 2:8  | ?                           | Завоеватель Ханаана |
| 8 лет вассал Месопотамии                   |                   |                             | |
| Гофониил, сын Кеназа. Отниэль бен Кназ     | Суд. 3:9—11       | 40 лет мира                 | Воевал против Хусарсафема, царя Месопотамского (Кушан-Ришатаим, царь Арама)                                                                         |
| 18 лет вассал аммонитян и амаликитян       |                   |                             | |
| Аод, сын Геры. Эхуд бен Гера               | Суд. 3:11—29      | 80 лет мира                 | Воевал против Еглона, царя Моава |
| Самегар, сын Анафов. Шамгар бен Анат       | Суд. 3:31         | ?                           | Истребил 600 филистимлян. Возможно был хеттом |
| 20 лет вассал ханаанеев                    |                   |                             | |
| Девора. Дэвора                             | Суд. 4, 5         | 40 лет                      | Вместе с военачальником Вараком (Бараком) воевала против ханаанского царя Иавина Асорского (Явина, царя Хацора) и Сисары (Сисры), его военачальника |
| 7 лет вассал мадианитян                    |                   |                             | |
| Гедеон, сын Иоаса. Гид’он бен Иоаш         | Суд. 6 — 8        | 40 лет                      | Воевал с мадианитянами, амаликитянами и «жителями востока»                                                                                          |
| Авимелех, сын Гедеона. Абимелех бен Гид’он | Суд. 9            | 3 года                      | Формально узурпировал царскую власть и не является Судьёй. Воевал с израильтянами, протестовавшими против его власти                                |
| Фола, сын Фуи. Тола бен Пуа                | Суд. 10:1, 2      | 23 года                     | |
| Иаир из Галаада. Яир ха-Гиль’яди           | Суд. 10:3—5       | 22 года                     | У него было тридцать сыновей, ездивших на тридцати ослах, и тридцать городов в Галааде                                                              |
| 18 лет вассал филистимлян и аммонитян      |                   |                             | |
| Иеффай. Иифтах                             | Суд. 11 — 12:7    | 6 лет                       | Разгромил аммонитян, после чего принес в жертву Богу собственную дочь                                                                               |
| Есевон. Ивцан                              | Суд. 12:8—10      | 7 лет                       | У него было тридцать сыновей, и тридцать дочерей |
| Елон Завулонянин. Эйлон ха-Звулуни         | Суд. 12:11, 12    | 10 лет                      | Возможно является не исторической личностью, а собирательным образом эпохи судей                                                                    |
| Авдон, сын Гиллела. Авдон бен Гилель       | Суд. 12:13—15     | 8 лет                       | У него было 40 сыновей и 30 внуков |
| Вассал филистимлян                         |                   |                             | |
| Самсон, сын Маноя. Шимшон бен Маноах       | Суд. 13 — 16      | 40 лет                      | Воевал с филистимлянами |
| Емегар, сын Енана                          | Суд. 16:31        | ?                           | Возможно Самегар. Упоминается только в славянском переводе                                                                                          |
| Илий. Эли ха-Кохэн                         | 1 Цар. 1:1 — 4:18 | ?                           | Помогали сыновья: Офни и Финеес |
| Самуил, сын Елканы. Шмуэль бен Элькана     | 1 Цар. 1 — 28     | ?                           | Помогали сыновья: Иоиль и Авия |

Последующее за эпохой судей установление при посредстве судьи Самуила израильской монархии демонстрирует то, что не имели судьи: регулярную армию, всеобщее налогообложение и реальную исполнительную власть. (1 Цар. 8:11—17). Нравственный авторитет судей не всегда соответствовал их популярности. Они не гнушались убийствами и блудом (Самсон), а также и мздоимством (сыновья Самуила Иоиль и Авия — 1 Цар. 8:3), хотя в целом их власть была основана либо на высоком моральном авторитете, либо на военной силе, поскольку и то, и другое позволяло исполнить вынесенные ими судебные решения, особенно в случае судебных споров между представителями разных колен.

## География
Центрами расселения израильтян в эпоху Судей был, главным образом, Западный берег реки Иордан: города Силом (религиозный центр), Сихем (город Иисуса Навина) и Рама (город Самуила), расположенные в Самарии. Иерусалим и будущая Иудея тогда ещё оставались в руках иевусеев, а Мегиддо и Бейт-Шеан на севере — в руках ханаанеев.

## Религия
Религия израильтян в эпоху Судей имела следующее своеобразие. Поклонение единому Богу в Силоме синкретически совмещалось с культом домашних духов-терафимов. Сохранял своё сакральное значение Медный змей Моисея. Колено Дана прямо вернулось к идолопоклонству (Суд. 18:30). Иевусейское святилище на горе Сион ещё не было интегрировано в религию израильтян.